# Prata do Piauí
Prata do Piauí là một đô thị thuộc bang Piauí, Brasil. Đô thị này có diện tích 196,323 km², dân số năm 2007 là 3165 người, mật độ 16,12 người/km².